# Глафира Каппадокийская
Глафира (греч. Γλαφύρα, др.-евр. גלפירה‬; около 35 до н. э. — † 7) была княжной из Каппадокии и царицей Мавретании от второго брака с королём Мавретании Юбой II. Она была связана с династией Иродиадов своим первым и третьим браком с Александром, сыном Ирода Великого, и Иродом Архелаем соответственно.

## Семья и ранние годы
Родилась и выросла в Каппадокии. Её предки греческого, армянского и персидского происхождения. Её отцом был союзный Риму царь Архелай из Каппадокии. Единственный её родной брат Архелай. Дед по отцовской линии был царь-священник Архелай, из храмового города-государства Команы Каппадокийские, в то время как её бабушка по отцовской линии, в честь которой она была названа, была гетера Глафира. Цари-жрецы Коман — потомки Архелая, фаворита высокопоставленного полководца Митридата VI Понтийского, который, возможно, был женат на дочери Митридата VI. Мать Глафиры, первая жена Архелая, была вероятно, дочерью армянского царя Артавазда II, сына Тиграна Великого и Клеопатры Понтийской, дочери Митридата VI от его первой жены, его сестры Лаодики, имя которой неизвестно и умершая в 8 г. до н. э. Если это так, родители Глафиры могли быть дальними родственниками.
В 25 г. до н. э. император Август передал Архелаю дополнительные территории для управления, включая порт Элеуса Себаста, который Архелай переименовал в честь Августа. Здесь поселилась царская семья, и Архелай построил на острове, в гавани, резиденцию и дворец.

## Первый брак
Август поощрял браки между семьями союзных Риму князей. Иудейский царь Ирод Великий обычно женил своих детей на родственниках или подданных. Однако хотел, чтобы его сын Александр женился на иностранке. Ирод заключил брачный союз с Архелаем.
В 18 или 17 году до нашей эры, при дворе Ирода в Иерусалиме Глафира вышла замуж за Александра. Архелай предоставил Глафире приданое, которое Ирод позже вернул ей. Союз Александра и Глафиры описывается как счастливый. После она приняла иудаизм, хотя в рассказе о её первом браке не упоминалось об обращении. Глафира родила Александру троих детей: двух сыновей, Тиграна, Александра и некую дочь, имена которых отражает их культурное и царское происхождение.
При дворе Иерусалима, в семье Ирода к ней была неприязнь из-за её высокомерия: она заявляла о своём превосходстве из-за происхождения от греческих по отцу и персидских по матери царей. Она насмехалась над Саломеей, сестрой Ирода, и его жёнами по поводу их низкого происхождения, например, дочерью Саломеи Береникой, хотя они были равного ранга. Её отношение заставило даже мужа Береники, князя Аристобула IV, отныне считать свою жену за простолюдинку, «из народа». Саломея, в свою очередь, распространила слух, что Ирод влюблён в Глафиру. Это разозлило мужа Глафиры Александра и отдалило его от отца. Женщины при дворе Ирода стали ненавидеть Глафиру и Александра. Непопулярность Глафиры привела к слухам об Александре и Аристобуле. А Ирод пришёл к выводу, что они замышляют против него заговор.
С разрешения Августа Ирод казнил Александра и Аристобула в 7 г. до н. э., а Глафиру допросил, в подтверждении верности ему. Затем Ирод отправил Глафиру обратно в Каппадокию, но сохранил опеку над её детьми. Возвращение Глафиры не разорвало отношений между двумя царствами.

## Второй брак
Ирод умер в 4 г. до н. э. в Иерихоне. После смерти Ирода дети Глафиры переехали жить к ней в Каппадокию. Они отошли от иудаизма и вернулись к греческим корням, в том числе религии, но их семейные связи с династией Ирода не были полностью разорваны.
Во 2 г. до н. э. — 2 г. н. э. союзный Риму царь Юба II из Мавретании совершил поездку по Восточному Средиземноморью с внуком Августа Гаем Цезарем. Во время этой поездки Юба II встретил Глафиру. Они полюбили друг друга и поженились до 6 г. н. э. Предыдущая супруга Юбы II, Клеопатра Селена II, предположительно умерла до 6 г. н. э. (Некоторые монеты Клеопатры Селены II датированы 17 годом н. э., что позволяет предположить, что она была тогда жива, маловероятно, что романизированный Юба II заключил бы полигамный брак, хотя его отец был многоженцем.)
Таким образом, Глафира стала царицей Мавретании. Её брак с Юбой II, по-видимому, был недолгим: её имя не упоминается в надписях Северной Африки. Однако почётная надпись ей была сделана в Афинах:
др.-греч. Ή βουλή καί [ό δ]ήμος [Β]ασίλισσαν [Γλαφύραν] βασιλέω[ς] Άρχελάου θυγ[ατέρα], βασιλέως Ίόβ[α] γυναίκ[α άρε]τής έν[ε]κα
В переводе:
Буле и Демос чествуют королеву Глафиру, дочь царя Архелая и жену царя Юбы, за её добродетели

## Третий брак
За время своего второго брака она повторно познакомилась с Иродом Архелаем, сводным братом её первого мужа, а ныне римским этнархом Самарии, Иудеи и Идумеи. Он был сыном Ирода Великого и его четвёртой жены Мальтаки. Они полюбили друг друга и решили пожениться. Ради этого, Глафира развелась с Юбой II, а Ирод Архелай развёлся со своей первой женой, своей двоюродной сестрой Мариамной.
Брак вдовы с её бывшим зятем нарушил еврейские законы левиратного брака. Евреи считали это аморальным и это вызвало в Иудее крупный религиозный скандал.
У брака Глафира и Ирода не было счастливого конца. Вскоре после свадьбы Глафире якобы приснилось, что её первый муж встал рядом с ней и упрекнул её в том, что она ему не верна. Она не только вышла замуж во второй раз, но даже вернулась и вышла замуж за своего зятя. Во сне Александр сказал Глафире, что теперь вернёт её как свою. Она рассказала своим друзьям о сне и умерла через два дня.
Примерно в то время, когда Глафира умерла, Август снял Ирода Архелая с поста этнарха из-за его жестокости и сослал его во Вьен в Галлии. Неизвестно, умерла ли Глафира до или во время изгнания. По общему мнению, её смерть доставила удовольствие женщинам иудейского двора.